# Favicon

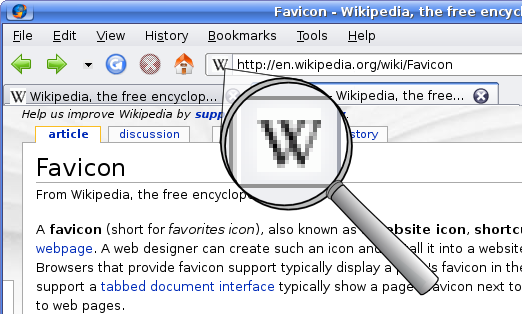
Favicon Википедии

Favicon (сокр. от англ. Favorite icon — «значок для избранного») — значок веб-сайта или веб-страницы. Отображается браузером во вкладке перед названием страницы, и в качестве картинки рядом с закладкой, а также в адресной строке в некоторых браузерах.

## История
В марте 1999 года Microsoft выпустила браузер Internet Explorer 5, который первым стал поддерживать значки для сайта. Изначально этим значком был файл с именем favicon.ico с картинкой 16×16 пикселей формата ICO, помещённый в корневой каталог веб-сайта. Значок используется браузером Internet Explorer в списке избранного и рядом с URL в адресной строке, если страница находится в закладках. Побочным эффектом было то, что количество посетителей, которые добавили страницу в закладки, можно было оценить по количеству обращений к файлу значка. Эта техника устарела, так как все современные браузеры поддерживают значок без закладок.
Намного позже появились в формате 32×32, но старые браузеры все ещё уменьшают его до 16×16.

## Поддержка браузерами
Следующая таблица иллюстрирует основные веб-браузеры, поддерживающие различные функции. Номера указывают начальную версию браузера, с которой осуществляется поддержка указанной функции.

### Поддерживаемые форматы иконки сайта
Данная таблица показывает поддержку форматов, в которых может быть выполнен значок сайта (favicon).
| Браузер           | ICO | PNG  | GIF  | Анимированный GIF | JPEG | APNG | SVG |
| ----------------- | --- | ---- | ---- | ----------------- | ---- | ---- | --- |
| Google Chrome     | Да  | 4.0  | 4.0  | Нет               | 4.0  | Нет  | Нет |
| Internet Explorer | 5.0 | 11.0 | 11.0 | Нет               | Да   | Нет  | Нет |
| Firefox           | 1.0 | 1.0  | 1.0  | Да                | Да   | 3.0  | Да  |
| Opera             | 7.0 | 7.0  | 7.0  | 7.0               | 7.0  | 9.5  | Нет |
| Safari            | Да  | 4.0  | 4.0  | Нет               | 4.0  | Нет  | Нет |

### Использование
Таблица соответствия, какой браузер где использует favicon. Браузер Opera, так же позволяет изменять favicon для Панели быстрого доступа, начиная с Opera 10.
| Браузер           | Адресная строка          | Подсказка в адресной строке | Панель закладок | Закладки | Вкладки                                    | Иконка рабочего стола |
| ----------------- | ------------------------ | --------------------------- | --------------- | -------- | ------------------------------------------ | --------------------- |
| Edge              | Нет                      | Да                          | Да              | Да       | Да                                         | Да                    |
| Firefox           | 1.0–12.0: Да > v13: Нет  | Да                          | Да              | Да       | Да                                         | Да                    |
| Google Chrome     | Нет                      | Нет                         | Да              | Да       | 1.0                                        | Нет                   |
| Internet Explorer | 7.0                      | Нет                         | 5.0             | 5.0      | 7.0                                        | 5.0                   |
| Opera             | 7.0–12.17: Да > v14: Нет | Нет                         | 7.0             | 7.0      | 7.0                                        | 7.0                   |
| Safari            | Да                       | Да                          | Нет             | Да       | 1.0–8.0: Да 9.0–11.0: Нет > 12.0: Optional | Нет                   |

## Современные возможности
Многие современные браузеры не требуют явного указания на favicon.ico в коде страницы. В случае отсутствия такого указания браузер пытается загрузить favicon.ico из корня сайта. Однако имеется возможность явно указать положение значка в (X)HTML-коде (внутри элемента <head>), что позволяет при условии отсутствия /favicon.ico использовать для каждой страницы свой значок.
Для явного указания местоположения favicon.ico необходимо вписать следующую строку в код страницы вашего сайта внутрь секции head:
```
<
link
 
rel
=
"icon"
 
type
=
"image/vnd.microsoft.icon"
 
href
=
"/favicon.ico"
 
/>

```

где
- rel может содержать и «shortcut icon» (при этом Microsoft Internet Explorer будет реагировать на строку «shortcut icon», а браузеры, соответствующие стандартам, — на слово «icon»)
- href содержит абсолютный или относительный URI к файлу (в Mozilla Firefox 3.0, например, поддерживаются те же URI, что и с тегом img).
- Форматом файла может быть png или gif, размером 16x16 или 32x32 и с 8-битной или 24-битной глубиной цвета (в Mozilla Firefox, например, может быть не только этот, но и как у тега img).

При этом атрибут type должен содержать MIME-тип формата (например, image/png для PNG).
В 2003 году формат ICO был зарегистрирован Саймоном Батчером (Simon Butcher) в Internet Assigned Numbers Authority (IANA). Для этого формата стандартным MIME-типом стал image/vnd.microsoft.icon.
Если для Internet Explorer используется формат ICO, то его MIME-тип должен быть image/vnd.microsoft.icon. Тип image/x-icon устарел в 2003 году после стандартизации типа для ICO. Важно помнить, что иконка не будет показываться в браузере, если её Content-type, возвращаемый веб-сервером, не совпадёт с указанным в html-коде страницы.
Можно указать несколько изображений в разных форматах — например, строку с rel="shortcut icon" и значком в формате ICO для Internet Explorer, и строку с rel="icon" и значком в формате GIF или PNG для остальных браузеров.

## Мобильный значок сайта
Устройства фирмы Apple начиная с iOS 1.1.3 и некоторые устройства на базе ОС Android поддерживают специальные большие иконки, которые могут использоваться в качестве значков веб-приложений. Сайт может предоставлять такую иконку, указав в заголовке <head> <link rel="apple-touch-icon" ...>. Рекомендуемый размер иконки 60×60 пикселей для iPhone и 120×120 пикселей для iPhone с Retina дисплеем.
Для iPad рекомендуется иконка размером 76×76 пикселей, а для iPad с Retina дисплеем (начиная с iPad третьего поколения) — 152×152 пикселя. Для планшетов на Android с браузером Chrome предпочтительной является иконка формата PNG и размера 192x192.
На изображение, упомянутое как apple-touch-icon, накладывается тень, отражение, а также изображение получает скруглённые края. На изображение apple-touch-icon-precomposed не накладывается никаких эффектов.
С закруглёнными краями, добавляемыми iOS
<link rel="apple-touch-icon" href="somepath/image.png" />
Без отражений
<link rel="apple-touch-icon-precomposed" href="somepath/image.png" />
Корневой каталог сайта является локацией по умолчанию для поиска иконок apple-touch-icon-precomposed.png и apple-touch-icon.png.